# Toyota Soarer
La Soarer est un coupé de luxe vendu par Toyota au Japon de 1981 à 2005.
À l'exportation, il prend, à partir de la génération de 1991, l'appellation Lexus SC.

## Z10 series (1981 - 1985)
L'année 1981 a été marquée par le lancement de la Toyota Soarer Z10. Ce modèle permet à Toyota d’afficher ses progrès et ses ambitions dans le segment des grands coupés. La Soarer Z10 a été fabriquée à Tahara, en Japon. Ce véhicule est élue voiture japonaise de l’année 1981/1982.

### Production[1]
| Année | Nombre d’exemplaires |
| 1981  | 28 409               |
| 1982  | 23 605               |
| 1983  | 28 314               |
| 1984  | 25 617               |
| 1985  | 22 874               |
| TOTAL | 128 819              |

## Z20 series (1986 - 1991)
Produite de janvier 1986 à avril 1991, cette génération partage sa plateforme avec la Supra A70.

La Soarer Z20 a un lecteur de cassettes, puis un lecteur de CD-ROM contrairement à sa prédécesseur, la Z10.